# Wilhelm Langenheim

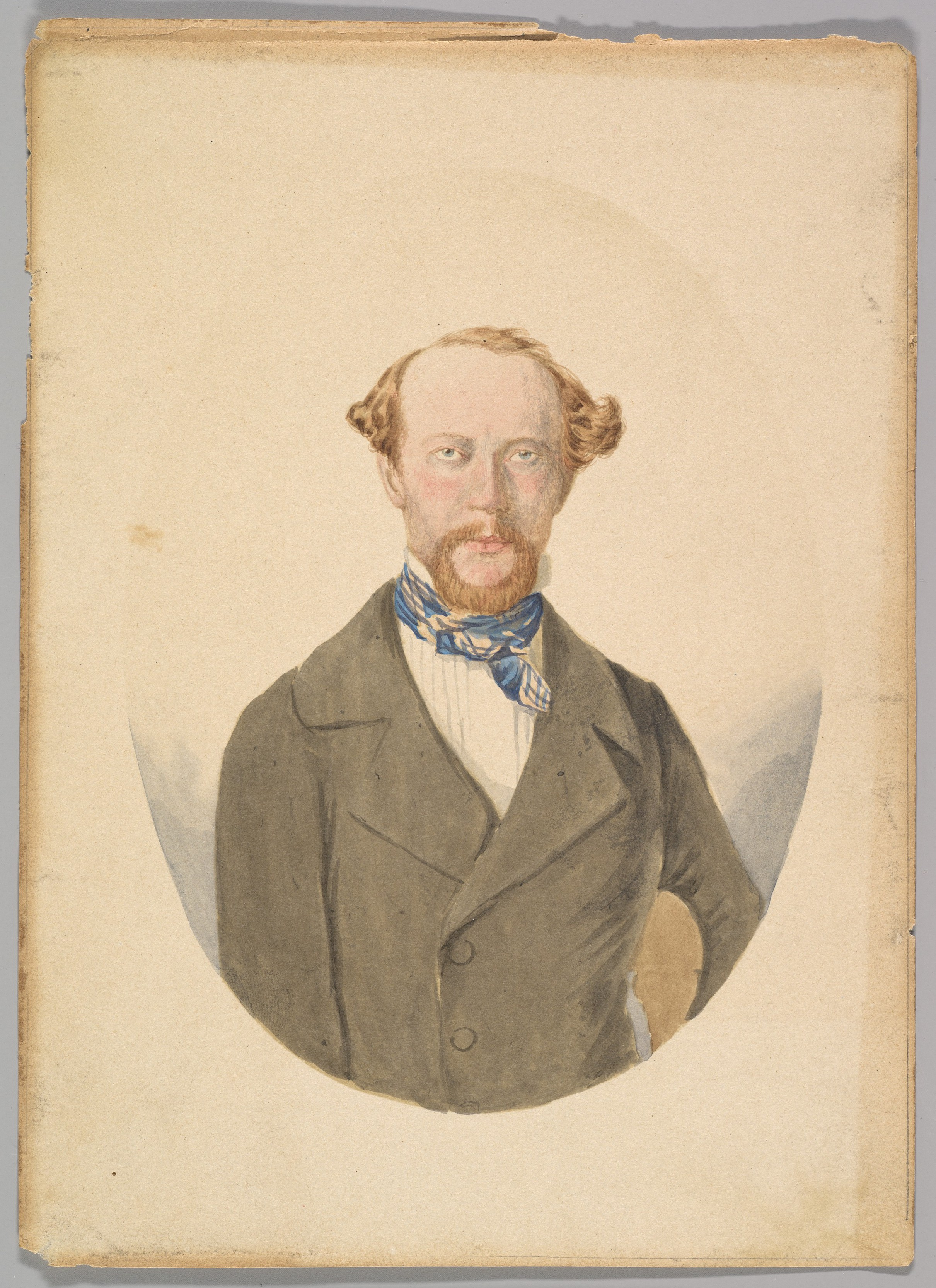
Wilhelm Langenheim, kolorierte Fotografie, um 1849, Metropolitan Museum of Art

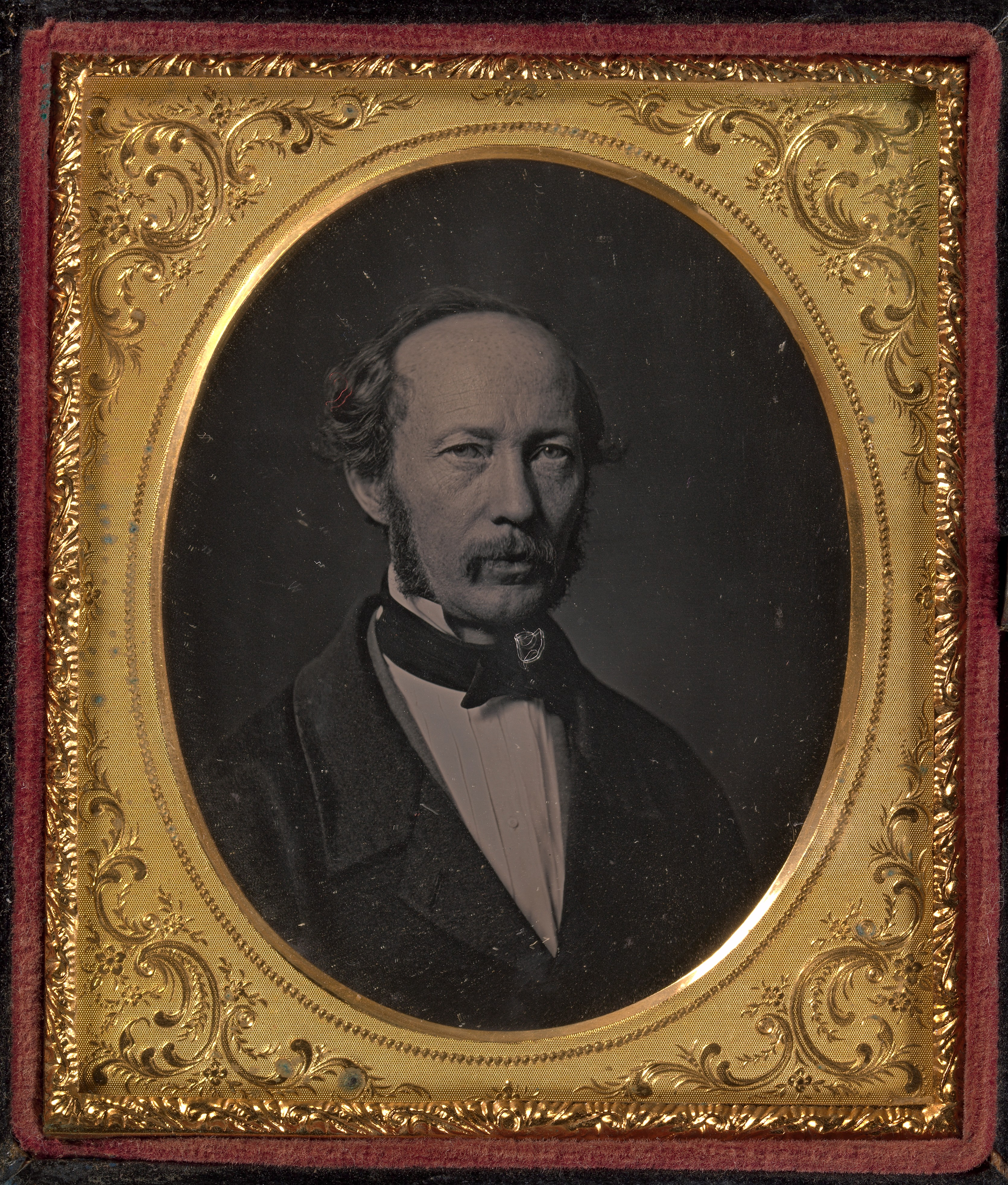
Wilhelm Langenheim, um 1856, Metropolitan Museum of Art

Ernst Wilhelm Langenheim (23. Februar 1807 in Braunschweig; † 4. Mai 1874 in Philadelphia) war ein deutscher Fotograf.

## Leben
Wilhelm Langenheim kam in Braunschweig zur Welt. Nach einem juristischen Studium in Göttingen nahm er in Braunschweig eine anwaltliche Tätigkeit auf. 1834 emigrierte er nach Amerika und landete in Baltimore. Von New York ging er ins südliche Texas. Hier schloss er sich 1835 im Texanischen Unabhängigkeitskrieg den texanischen Truppen im Kampf gegen die Mexikaner an. Er kämpfte im Freischärler-Korps der Colonels James Grant (1793–1836) und Francis White Johnson (1799–1884) im Feldzug nach Matamoros im mexikanischen Bundesstaat Tamaulipas. Bei einem Gefecht geriet er in mexikanische Gefangenschaft, sein Mitkämpfer Gustav Bunsen fiel. Nach zehnmonatiger Gefangenschaft kam er frei; im Zweiten Seminolenkrieg schloss er sich 1837 im Kampf gegen die Seminolen dem 2. Dragoner-Regiment als Assistent des Quartiermeisters an.
Im Mai 1840 kam Wilhelm Langenheim nach Philadelphia, wo sein Bruder Friedrich seit kurzem lebte. Von Juli 1841 bis November 1842 war Wilhelm Langenheim Redakteur der in Philadelphia wöchentlich erscheinenden, deutschsprachigen Zeitung Die Alte und Neue Welt. Diese Zeitschrift war das Presseorgan der Deutschen Ansiedlungsgesellschaft Philadelphia. Zu dieser Zeit war Franz Schreiber in der Gesellschaft tätig. Im Jahr 1843 war Franz Schreiber deren Verleger.
1843 hatten Friedrich und Wilhelm Langenheim im Merchants’ Exchange Building in Philadelphia ihr Atelier für Daguerreotypie unter der Firma „W.& F. Langenheim“ eröffnet. Wilhelm war dabei für die administrativen Dinge zuständig. 1843 stieß Alexander Beckers dazu, verließ aber im Frühjahr 1844 das Atelier, um in dem Geschäft von Edward White mit einer Kamera von Voigtländer Daguerreotypien anzufertigen. Edward White betrieb am Broadway in New York ein Geschäft für Materialien (Platten, Chemikalien) für Daguerreotypisten. Im Dezember 1844 gab Beckers seine Tätigkeit dort auf, um ein eigenes Atelier zu betreiben. Wenige Monate später im Mai 1845 eröffnete Beckers mit Friedrich Langenheim am Broadway 201 zusätzlich die Agentur „Langenheim & Beckers“ als Händler für Voigtländer-Kameras und Objektiven. Die gemeinsame Unternehmung hatte bis 1848 Bestand.

Es ist nicht genau geklärt, wie die Verbindung zwischen Langenheim und Voigtländer zustande gekommen war. Allgemein ist, dass man in Amerika an den neuesten Erkenntnissen in Europa sehr interessiert war. Vermutlich ab dem Jahr 1844 arbeitete Franz Schreiber im Atelier und erlernte so zu daguerreotypisieren. 

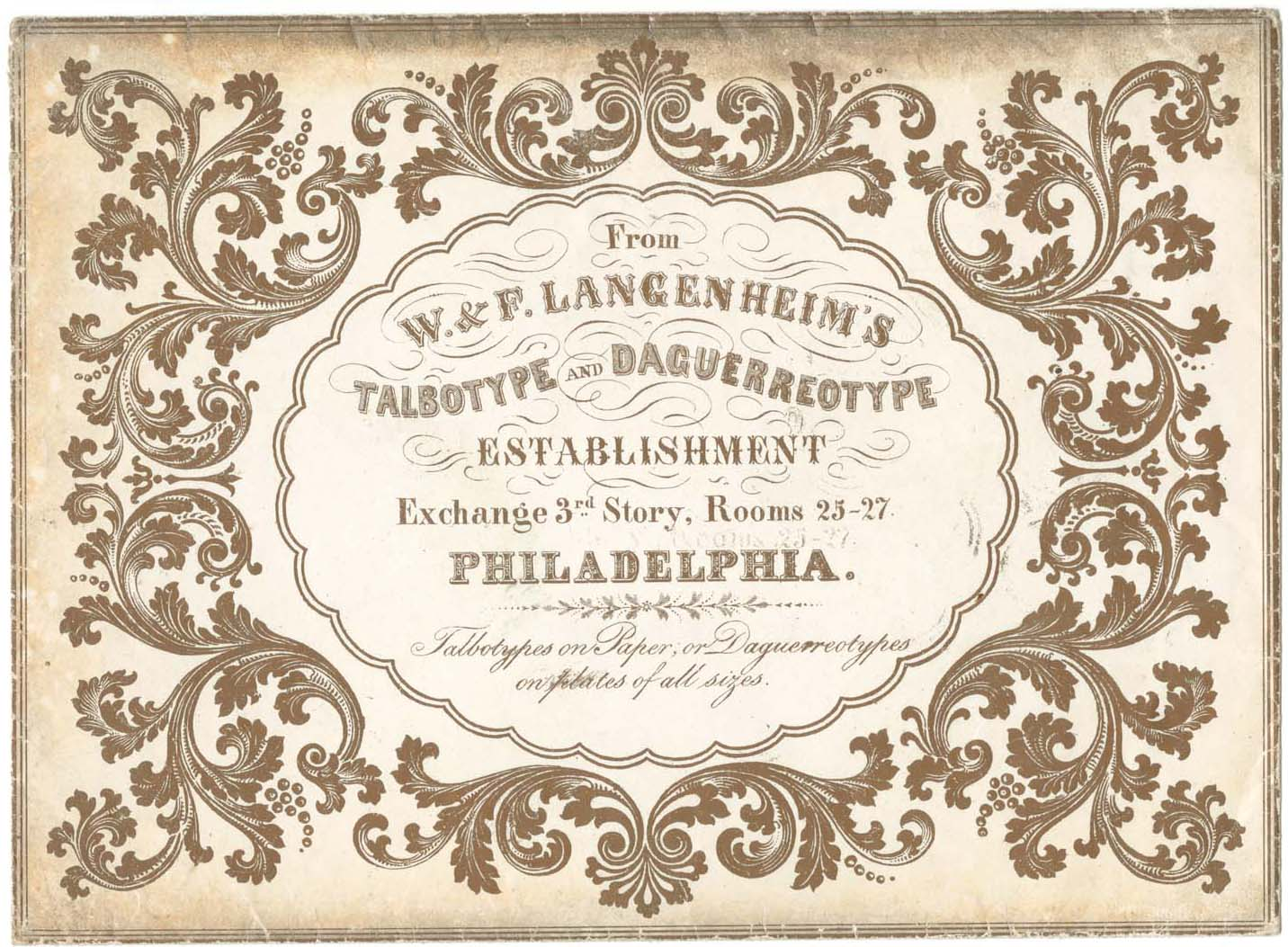
Umschlag mit Werbung, ca. 1840

1848 überzeugte Langenheim William Fox Talbot davon, in Amerika Lizenzen zur Herstellung von Kalotypien zu verkaufen. Langenheim hatte sich von diesem Verfahren, das seitenrichtige und wiederholbare Abzüge möglich machte, erhebliche Vorteile gegenüber der Daguerreotypie versprochen. Langenheim lag in seiner Einschätzung falsch und konnte keine einzige Lizenz verkaufen.

In den darauf folgenden Jahren begannen die Langenheims mit der Entwicklung von Lichtbildern, die mit einer Laterna magica projiziert werden konnten. Dies führte zu einem großen geschäftlichen Erfolg. Auf der Industrieausstellung in London 1851, kurz als Great Exhibition bezeichnet, stellten die Brüder ihr Patent vor. Auch der bekannte Architekt Gottfried Semper besuchte die Ausstellung. Er äußerte sich so:

„sie (Bezug: die diaphanische Anwendung) wird vielleicht die nachhaltigste von allen sein, die bisher von der Erfindung Daguerre’s gemacht wurden und in der Baukunst wichtig werden.“

 1851 begannen die Brüder eine Zusammenarbeit mit dem Psychiater Thomas S. Kirkbride (1809–1883) in dessen Klinik. Kirkbride hatte seit 1844 Vorführungen mit einer Laterna Magica als Teil seiner therapeutischen Bemühungen eingesetzt. Der Einsatz von Lichtbildern Langenheims ab 1851 war epochemachend und markierte die erste öffentliche Projektion von Lichtbildern außerhalb eines Studios. Am 26. Mai 1854 machten sie die vermutlich ersten Aufnahmen (Daguerreotypien) einer Sonnenfinsternis in Amerika. Alexander Beckers ließ sich ein Betrachungsgerät für die Lichtbilder 1859 patentieren. Nahezu gleichzeitig entwickelten sie Stereophotographien, die mit Erfolg verkauft wurden.